# Алексеевская организация

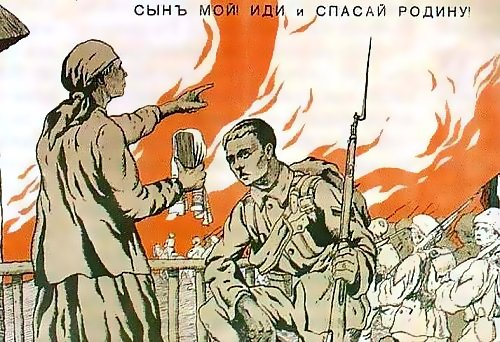
Плакат Добровольческой армии «Сынъ мой, иди и спасай Родину!»

Алексе́евская организа́ция — построенное на добровольческом принципе военное формирование — «кадр новой армии» — начало которому было положено 7 (20) октября 1917 год Генерального штаба генерал-адъютантом М. В. Алексеевым в условиях усиливавшегося разложения Русской армии на фронте Первой мировой войны. Целями формируемой организации ставились противодействие развалу страны, подавление ожидавшегося и ставшего неизбежным восстания большевиков и продолжение войны с Германией.

## Форма создаваемой организации и её цели
Летом 1917 года обстановка в России была неспокойной. Сторонники большевиков и Петросовета проводили в столице антиправительственные демонстрации с призывами к свержению власти. Русская армия разлагалась под влиянием политики Временного правительства и пораженческой агитации большевиков.
Предполагалось создать такую организацию, которая в качестве «организованной военной силы … могла бы противостоять надвигающейся анархии и немецко-большевистскому нашествию».
Неизбежность большевистского переворота у патриотически настроенного командования Русской армии перестала вызывать сомнения уже летом 1917 года. Поэтому та часть русского генералитета, что после августовских событий 1917 года избежала заключения, стремилась сделать всё возможное для того, чтобы иметь хоть какую-то точку опоры в борьбе за спасение России.
Когда разложение Русской армии приняло необратимый характер, генерал Алексеев — крупнейший военный авторитет страны — решил попробовать сформировать новые части вне состава Русской армии на принципе строгой добровольности вступления. Для начала генерал стремился создать хотя бы один полк.
Часть руководства «Союза офицеров армии и флота», поддержавшего выступление Корнилова, была арестована, но часть структур Союза на местах не подверглись арестам. Они и стали основой для создания Алексеевской организации.

## Начало формирования
Генерал Алексеев прибыл в Петроград 7 октября 1917 года и начал подготавливать создание организации, в которой предполагалось объединить офицеров запасных частей, военных училищ и просто оказавшихся в столице. В нужный момент генерал планировал организовать из них боевые отряды.
По свидетельству В. В. Шульгина, оказавшегося в октябре в Петрограде, он присутствовал на собрании, состоявшемся на квартире князя В. М. Волконского; кроме хозяина и Шульгина, здесь были М. В. Родзянко, П. Б. Струве, Д. Н. Чихачёв, Н. Н. Львов, В. Н. Коковцев, B. M. Пуришкевич и, скорее всего, ещё и B. А. Маклаков. Мероприятие «носило характер моральной поддержки начинаний генерала Алексеева», но никаких конкретных действий на нём не обсуждалось. Если учесть, что формально в тот момент «начинаний» ещё не было, значит, на собрании как раз вырабатывался план мер по созданию такой организации.

Скупыми словами набрасывая план в своей записной книжке, на первое место поставил «Штаб». На второе — «Сбор средств». На третье — «Выбор пунктов формирования». На четвёртое — «Заботы по продовольствию, вооружению, обмундированию, снаряжению». На пятое — «Учёт»
Общество «Капля молока» использовалось при формировании организации в качестве пункта питания. При помощи полковника Веденяпина это же самое общество «Капля молока» выступало уже в роли «управления этапного коменданта». Моральную подготовку проекту должна была обеспечивать организация В. М. Пуришкевича «Общество Русской государственной карты».
Главный вопрос в начатом деле упирался в полное отсутствие средств. Попытавшись было получить финансирование через руководителей Совета общественных деятелей и Союза защиты Родины и Свободы, генерал вскоре обнаружил со стороны руководства организаций склонность больше просто сочувствовать, нежели содействовать. Обращение Алексеева к богатым соотечественникам-единомышленникам закончилось с тем же неутешительным результатом.
К моменту свержения большевиками Временного правительства в Алексеевскую организацию записалось несколько тысяч офицеров, которые или проживали в Петрограде, или оказались по тем или иным причинам в столице. И только около 100 из них во главе со штабс-капитаном Измайловского лейб-гвардии полка В. Д. Парфеновым оказались способны провести ряд нападений на большевиков и были вынуждены распылить свои силы.

## После Октябрьской революции
После захвата власти большевиками в Петрограде (25 октября), выждав несколько дней в надежде на изменение обстановки к лучшему, 30 октября (12 ноября) Алексеев отдал приказ о переброске на Дон «желающих продолжать борьбу», снабжении их поддельными документами и деньгами на проезд. Генерал обратился ко всем офицерам и юнкерам с призывом встать на борьбу и выехал со своим адъютантом ротмистром Шапроном дю Ларре в Новочеркасск, куда и прибыл 2 (15) ноября.
Здесь у Алексеева появился новый план дальнейших действий: создание на части территории бывшей Российской Империи государственности, способной одолеть власть Советов, спешно возводимую большевиками (см. Триумфальное шествие Советской власти). В одном из первых писем, направленных из Новочеркасска (генерал-квартирмейстеру Ставки М. К. Дитерихсу), Алексеев так резюмировал стоявшие перед ним и его единомышленниками задачи:

…Слабых мест у нас много, а средств мало. Давайте группировать средства главным образом на юго-восток, проявим всю энергию, стойкость… Вооружимся мужеством, терпением, спокойствием сбора сил и выжидания. Погибнуть мы всегда успеем, но раньше нужно сделать все достижимое, чтобы и гибнуть со спокойной совестью.

### «Выбор пунктов формирования» и «учёт»
Прямо с вокзала Алексеев направился в Атаманский дворец — А. М. Каледин принял своего старого боевого товарища тепло и сердечно, однако в просьбе «дать приют русскому офицерству», то есть взять на содержание Донского войскового правительства будущую антибольшевистскую армию, отказал наотрез. Итогом беседы Алексеева с донским атаманом стала просьба последнего сохранять инкогнито, «не задерживаться в Новочеркасске более недели» и перенести алексеевское формирование за пределы Донской области.
3 (16) ноября на Дон к Алексееву прибыло еще несколько офицеров, а 4 (17) ноября — целая партия в 45  человек во главе со штабс-капитаном В. Д. Парфёновым. В этот день генералом Алексеевым было положено начало первой воинской части — Сводно-Офицерской роте (командир штабс-капитан Парфёнов, позднее штабс-капитан Некрашевич).
Алексеев, будучи прекрасно осведомлённым о работе армейского механизма и используя свои старые связи с генералитетом Ставки, 6 или 7 ноября, посредством телеграфа в войсковом штабе, связался со Ставкой в Могилеве и передал М. К. Дитерихсу распоряжение об отправке офицеров и верных частей на Дон под видом их передислокации для дальнейшего укомплектования, с выдачей офицерам денег на проезд, а разложенные «советизированные» воинские части, наоборот, просил удалить из пределов Донской области посредством расформирования или отправки без оружия на фронт. Был поставлен вопрос о переговорах с Чехословацким корпусом, который, по мнению Алексеева, должен был охотно присоединиться к борьбе за «спасение России». Однако скорое падение Ставки и общий развал железнодорожного транспорта помешали всем этим планам.
К моменту, когда в организации состояло 180 добровольцев, — к середине ноября — была введена официальная запись в Алексеевскую организацию: вновь поступающие регистрировались в Бюро записи, подписывая специальные записки в подтверждение добровольности их желания служить. Срок службы по подписке определялся в 4 месяца. Первое время денежного довольствия для добровольцев не предусматривалось, было лишь бесплатное питание. С середины декабря до конца января на Дон прибывало в среднем 75-80 добровольцев. Переезд из Петрограда юнкеров-артиллеристов стал возможен благодаря работе организации В. М. Пуришкевича, связь с которой поддерживалась через юнкера Н. Н. Мино. Юнкера перебирались на Дон под видом казаков, окончивших в Петрограде курсы пропаганды, соответствующими документами их снабжал Казачий комитет. При этом офицеры этих училищ на Дон ехать не захотели: кто из личных соображений, кто во всем разочаровался, многих угнетала усталость от войны.
К 15 (28) ноября была организована Юнкерская рота, в которую вошли юнкера, кадеты и учащиеся под командованием штабс-капитана В. Д. Парфенова, что были переведены в лазарет № 23 на Грушевской улице. 1-й взвод состоял из юнкеров пехотных училищ (главным образом, Павловского), 2-й — артиллерийских, 3-й — морских и 4-й — из кадет и учащихся. К середине ноября, пока контроль большевиков на железных дорогах был еще не очень тщателен, из Петрограда малыми группами смог пробраться весь старший курс Константиновского артиллерийского училища и несколько десятков юнкеров Михайловского во главе со капитаном Н. А. Шоколи. 19 ноября, по прибытии первых 100 юнкеров, 2-й взвод Юнкерской роты был развернут в отдельную часть — Сводную Михайловско-Константиновскую батарею (послужившую ядром будущей Марковской батареи и артбригады) (капитан Н. А. Шоколи), а сама рота развернулась в батальон (две юнкерских и «кадетская» роты).
Во второй половине ноября Алексеевская организация состояла из трёх формирований:
- Сводно-офицерская рота (до 200 чел.),
- Юнкерский батальон (свыше 150 чел.),
- Сводная Михайловско-Константиновская батарея (до 250 чел., в том числе 60 «михайловцев», а остальные — «константиновцы», под командованием капитана Н. А. Шоколи)[3].

В стадии формирования находилась Георгиевская рота (50-60 чел.), и шла запись в студенческую дружину. Офицеры составляли треть организации и до ½ — юнкера. «Зелёная молодёжь» в кадетской форме или в форме учащихся светских и духовных школ составляла 10 %.
В ноябре Каледин все же решился дать прибывающим к Алексееву офицерам крышу над головой: в одном из лазаретов Донского отделения Всероссийского союза городов под фиктивным предлогом, что здесь будет размещена «слабосильная команда, выздоравливающие, требующие ухода», было начато размещение добровольцев. Так небольшой лазарет № 2 в доме № 36 по окраинной Барочной улице, представлявший собой замаскированное общежитие, стал колыбелью будущей Добровольческой армии. Сразу же после обретения пристанища Алексеев разослал условные телеграммы верным офицерам, означающие, что формирование на Дону началось и необходимо без промедления приступать к отправке сюда добровольцев. 15 (28) ноября прибыли офицеры-добровольцы из Могилёва, отправленные Ставкой. Вместе с ними приехали жена и две дочери генерала Алексеева.
В последние дни ноября количество поступивших в Алексеевскую организацию генералов, офицеров, юнкеров и кадетов превысило 500 человек, и «лазарет» на Барочной улице оказался переполнен. Добровольцев вновь, с одобрения Каледина, выручил Союз городов, передав Алексееву лазарет № 23 на Грушевской улице.
6 (19) декабря до Новочеркасска добрался и генерал Л. Г. Корнилов. Его первый разговор с Донским атаманом был очень схож на первую беседу на Дону Каледина с Алексеевым: Каледин попросил, по сути — приказал Корнилову жить на Дону нелегально.
Скоро стало ясно, что Алексеев был слишком оптимистичен. На его призыв откликнулось ничтожно мало офицеров, движение страдало от недостатка денег и, главное, население Новочеркасска и Донской области в целом относилось к организации враждебно.

### «Сбор средств»
Поиск источников финансирования организуемой военной силы был постоянным предметом беспокойства для Алексеева. Первым взносом в «армейскую кассу» были 10 тыс. рублей, привезённые Алексеевым с собой из Петрограда. Частично это были его личные деньги, частично деньги, одолженные ему знакомыми. Алексеев очень рассчитывал на финансовую помощь московских промышленников и банкиров, которые обещали ему в своё время поддержку, но они очень неохотно откликались на просьбы курьеров Алексеева, и за всё время из Москвы было получено 360 тыс. рублей:256.
На первых порах атаман Каледин остро чувствовал опасность «нежелательной шумихи» вокруг Алексеевской организации, на заседаниях Донского правительства он не рисковал даже поднять вопрос о какой бы то ни было помощи новым формированиям, а настороженность Каледина по отношению к алексеевцам полностью исключала финансирование Алексеевской организации из донского бюджета. Рассчитывать можно было только на благотворительность, и первые сотни рублей на организацию генерала Алексеева были пожертвованы именно супругами Каледиными. Представитель ростовского крупного бизнеса Н. Е. Парамонов предоставил около 50 тыс. рублей, но в виде краткосрочной ссуды. По договорённости с Донским правительством, в декабре в Ростове и Новочеркасске была проведена подписка, средства от которой предполагалось разделить поровну между Донской и Добровольческой армиями. Было собрано около 8,5 млн рублей, но, вопреки договорённостям, Добровольческой армии были переданы только два миллиона:257.
Некоторые добровольцы были вполне состоятельными людьми. Под их персональные гарантии в ростовском отделении Русско-Азиатского банка были получены кредиты на общую сумму в 350 тыс. рублей. С руководством банка была заключена неофициальная договорённость, что долг взыскиваться не будет, а кредит будет зачтён как безвозмездное пожертвование в пользу армии. Впрочем, спустя год, руководство банка выставило Добровольческой армии претензию на возврат суммы кредита и всех процентов по нему. А. И. Деникин, возглавлявший в тот период армию, наложил на донесение о требовании банка такую резолюцию: «Я глубоко возмущён наглостью поганых буржуев Русско-Азиатского банка, забывших всё»:256.
Алексеев не отказывался от самых незначительных сумм. На Новый 1918 год «Дамское благотворительное общество» устроило в Ростове ёлку с беспроигрышной лотереей. Собранная сумма в размере 28 414 рублей 35 копеек была передана раненым добровольцам. Алексеев лично написал устроительницам благодарственное письмо:257.
Одним из самых серьёзных источников финансирования Алексеев полагал помощь от стран Антанты. Надежды эти оправдались лишь частично. Союзники, ещё не вполне уверенные в том, какой курс в вопросе продолжения войны с Германией возьмут большевики, не хотели идти с ними на конфронтацию и не спешили помогать их противникам. И лишь в начале 1918 г., после заключённого большевиками перемирия на Восточном фронте, от военного представителя Франции в Киеве было получено в три приёма 305 тыс. рублей:257 (см. также раздел «Помощь Антанты» ниже ).
В декабре Донское правительство приняло решение оставлять на нужды области 25 % казённых сборов, собранных в области. Половина собранных таким образом денег, около 12 миллионов рублей, поступили в распоряжение создаваемой Добровольческой армии. Это был не законный, зато самый существенный и стабильный источник поступлений. Тогда же было принято решение начать использование находящегося в Ростове в эвакуации оборудования «экспедиции заготовления государственных бумаг» — в Ростове оказались клише 10-ти рублёвых купюр, но, из-за наступления красных, этот план не был осуществлён.:257.
При оставлении Ростова в феврале 1918 генерал Корнилов распорядился изъять на нужды армии ценности ростовского отделения Государственного банка. Генералы Алексеев, Романовский и Деникин высказались против, считая, что такие действия повредят репутации Добровольческой армии. Ценности Госбанка были отправлены в Новочеркасск, в распоряжение донского правительства, и позднее попали в руки красных. В итоге, к началу первого Кубанского похода в распоряжении Добровольческой армии имелось около шести миллионов рублей.

### «Заботы по продовольствию, вооружению, обмундированию, снаряжению»
Сразу после прибытия в Новочеркасск, в первые дни ноября, Алексеев по телеграфу запросил Ставку, которая ещё отказывалась признать власть большевиков, отправить на Дон партии оружия и обмундирования под видом создания здесь армейских магазинов, дать наряд главному артиллерийскому управлению на отправку в Новочеркасский артиллерийский склад до 30 000 винтовок и вообще использовать всякую возможность для переброски на Дон военного имущества. Однако из-за быстрого распространения Советской власти по Европейской России и общего развала железнодорожного транспорта никакое снабжение и вооружение из Ставки так и не прибыло. К тому моменту, когда в организации уже числилось 600 добровольцев, винтовок на всех было около сотни, а пулемётов вообще не было. На войсковых складах на территории Войска Донского вооружения было в достатке, но донское начальство отказывалось выдавать его добровольцам, опасаясь гнева большевизированных казаков-фронтовиков. Оружие пришлось добывать силой.:258
Так, в предместье Новочеркасска Хотунок были расквартированы 272-й и 373-й запасные полки, находящиеся в крайней степени разложения и представляющие опасность для донской власти. Алексеев предложил использовать силы добровольцев для их разоружения. В ночь на 22 ноября добровольцы окружили полки и без единого выстрела разоружили их. Отобранное оружие пошло добровольцам.:258
Артиллерию добыли также необычным способом — одну пушку «одолжили» в Донском запасном артдивизионе на торжественные похороны одного из погибших добровольцев-юнкеров, да так и «позабыли» вернуть после похорон. Ещё два орудия добыли буквально в бою: в соседнюю с Доном Ставропольскую губернию с Кавказского фронта прибыли совершенно разложившиеся части 39-й пехотной дивизии. Добровольцам стало известно, что рядом со станицей Лежанкой расположилась артиллерийская батарея. Было решено захватить её пушки. Под началом морского офицера Е. Н. Герасимова в Лежанку отправился отряд из 25 офицеров и юнкеров. Ночью отряд разоружил часовых и угнал два орудия и четыре зарядных ящика. Ещё четыре орудия и запас снарядов были «приобретены» за 5 тыс. рублей у вернувшихся с фронта донских артиллерийских частей.:258
В первое время содержание добровольцев ограничивалось лишь пайком, затем стали выплачивать небольшие денежные суммы (в декабре офицерам платили по 100 руб. в месяц (рядовым — 30, в январе 1918 г. — 150, в феврале — 270 руб.).

## Участие в первых боях с большевиками
Военное положение на Дону было введено атаманом Калединым сразу же после большевистского переворота, Советская власть не признавалась, все Советы на территории Донской области были распущены и запрещены. Но большевистская пропаганда делала своё дело, и население входивших в Область Войска Донского Донецкого угольного бассейна, городов Ростов-на-Дону, Таганрог, где значительную часть составляли промышленные рабочие, было настроено большевистски. В пределах области находились запасные полки, солдаты которых были крайне разложены большевистской пропагандой:259.
Когда 25 ноября (по старому стилю) в Ростове-на-Дону началось большевистское вооружённое восстание, выполнить приказ атамана Каледина о водворении порядка в городе согласился только один пластунский батальон, да и то не полного состава, и юнкера-добровольцы Донского училища в количестве 100 человек. Остальные казачьи части «заняли нейтралитет». Донскому начальству пришлось обратиться к Алексеевской организации за поддержкой. С донцами из Новочеркасска 26 ноября для подавления восстания выступила Георгиевская рота, сформированная из добровольцев. Первый бой произошел в тот же день у Балабановой рощи:261.
На следующий день, 27 ноября, им вслед двинулась почти вся Алексеевская «армия» под командованием полковника И. К. Хованского — Офицерская рота и Юнкерский батальон. В отряде было 4 пулемёта и броневик. Выгрузившись из железнодорожных вагонов в полутора верстах от станции Нахичевань ещё в темноте, отряд Хованского присоединился к донцам и повёл наступление на Ростов, следуя вдоль железнодорожного полотна. Из Нахичевани красные были выбиты с лёгкостью, но, подойдя к рабочему предместью Ростова — Темернику, наступающие встретили ожесточённое сопротивление. Силы были не равны (на стороне красных сражалось до 1 000 бойцов), у Хованского резервов не было, бой длился до темноты, после наступления которой белые отступили на железнодорожную станцию Кизитеринка, потеряв за день убитыми и ранеными примерно четверть своего состава:261. В этом бою погибли почти все кадеты Одесского и Орловского корпусов (взвод капитана Донскова). Найденные впоследствии трупы кадетов были обезображены и исколоты штыками:238.
Участник этого похода, бывший член Государственной думы Н. Н. Львов вспоминал::262

Я помню завывание вьюги ночью на станции Кизитеринка. Штаб стоял в дощатых станционных постройках. Тусклый свет фонарей в полном мраке. На запасных путях теплушки; туда переносили раненых и клали их на солому на холоде… Ночью копали мёрзлую землю… Полушубки, чулки, валенки носили людям в окопы. В ноябрьскую стужу они пошли кто в чём был.
Армейская дисциплина и организация службы в Войске Донском настолько упала, что донские части не были вообще обеспечены питанием. У добровольцев Алексеева был с собой хотя бы усиленный сухой паёк. Накормить бойцов смогли только получив помощь от местных дам-благотворительниц, доставивших на позиции хлеб, сахар, чай:261.
На следующий день, преодолев бойкот железнодорожных машинистов (вместо них паровоз вели сами юнкера), прибыли подкрепления — сводная Михайловско-Константиновская артиллерийская рота, сотня казаков, артиллерийский взвод при двух орудиях. У юнкеров-артиллеристов появилась идея построить бронепоезд. Тут же железнодорожные платформы укрепили шпалами, установили пулемёты и первый белый бронепоезд был готов. В этот день красные пытались атаковать, но были отбиты. На следующий день, 29 ноября, красные вновь атаковали, поддержанные огнём с яхты «Колхида», которая была на фарватере Дона. Потери белых были велики и составили за этот день 72 человека, но атака красных была отбита:262.
30 ноября активных боевых действий стороны не вели, но на позиции прибыл сам атаман Каледин и назначил генеральное наступление на 1 декабря. Утром этого дня добровольцы и донцы начали общую атаку. Красные ожесточённо оборонялись. Вдруг в тылу у красных раздались орудийные выстрелы. У красных началась паника, они бросили позиции и разбежались. Оказалось, что в тылу у красных начал действия подошедший из Таганрога отряд генерала Назарова. В нём было всего было полторы сотни добровольцев — гимназисты, офицеры. Но отряд был при двух орудиях. Благодаря внезапности появления отряда Назарова победа досталась белым. 2 декабря Ростов-на-Дону был полностью под контролем Донского правительства. В тот же день в Новочеркасске состоялись торжественные похороны первых 9-ти добровольцев, погибших в боях. Генерал Алексеев, прощаясь с убитыми, сказал:263:

Я бы поставил им памятник — разорённое орлинное гнездо, а в нём убитые птенцы — и на нём написал:  «Орлята умерли, защищая родное гнездо, а где же были орлы?»
Для представления об общем составе Алексеевской организации первоначального периода её существования, показателен состав раненых добровольцев, помещённых в областную больницу и лазарет Общества донских врачей: из 51 человека 48 составляли юнкера и кадеты.:262

## События первой половины декабря 1917 г
По возвращении в Новочеркасск воинских подразделений, подавивших большевистское восстание, в Алексеевской организации было произведено переформирование. Судя по свидетельству добровольца, прибывшего на Дон 5 декабря, о том, что его явочный номер был 1801-й, численность организации к этому времени сильно возросла. «1-я Сводно-офицерская рота» развернулась в четыре, численностью по 50—60 человек каждая, их предполагалось развернуть в батальоны (со 2 по 5-ю, причем 3-ю составляли чины гвардии; 1-й считалась Георгиевская рота. «Юнкерский батальон» был сведен в двухротный состав («юнкерская» и «кадетская», всего 120 чел.), сформирована Морская рота (около 50 чел.), а также 1-й Отдельный Легкий артиллерийский дивизион под командованием полковника С. М. Икишева из трех батарей: юнкерская (капитан Н. А. Шоколи), офицерская (подполковник Е. В. Шмидт), и смешанная (подполковник Л. М. Ерогин).
Проживавший в Ростове генерал-майор А. Н. Черепов 4 декабря по согласованию с начальником гарнизона генералом Д. Н. Чернояровым организовал собрание местных офицеров, на котором было решено создать отряд для охраны порядка в городе, «самообороны». Вскоре отряд под началом Черепова (расположившийся на Пушкинской, 1) превратился в часть Добровольческой армии. В него записалось около 200 офицеров. Также было открыто Бюро записи добровольцев с целью создать Ростовский офицерский полк, но в течение двух недель записалось только около 300 чел., из которых 200 составили Ростовскую офицерскую роту, а около 100 попали в начавшие формироваться Студенческий батальон, Техническую роту и переведенные из Новочеркасска 2-ю офицерскую, Гвардейскую и Морскую роты.

## Преобразование в Добровольческую армию
Во второй половине декабря на совещании белых генералов с делегатами «Правого центра» было достигнуто соглашение о разделении полномочий между триумвиратом Каледин—Алексеев—Корнилов. На Рождество, 25 декабря 1917 (7 января 1918), было объявлено о вступлении генерала Корнилова в должность командующего армией, названной по его инициативе «Добровольческой». Между генералами Корниловым и Алексеевым существовал конфликт, и Корнилов противился сохранению в названии армии, которой он командовал, ссылки на его оппонента. Корнилов был недоволен вынужденным компромиссом с главой бывшей «Алексеевской организации»: разделением сфер влияния, в результате которого, при принятии Корниловым всей полноты военной власти, за Алексеевым осталось политическое руководство и финансы.
В результате преобразования высшие командные должности были распределены между лидерами Белого движения следующим образом:
- Верховным руководителем армии стал Генерального штаба генерал от инфантерии Алексеев,
- главнокомандующим — Генерального штаба генерал от инфантерии Корнилов,
- начальником штаба — Генерального штаба генерал-лейтенант А. С. Лукомский,
- начальником 1-й дивизии — Генерального штаба генерал-лейтенант А. И. Деникин.

Если генералы Алексеев, Корнилов и Деникин были организаторами и идейными вдохновителями молодой армии, то человеком, запомнившимся первопоходникам как командир, способный повести за собой в бой первых добровольцев непосредственно на поле боя, был «шпага генерала Корнилова» Генерального штаба генерал-лейтенант С. Л. Марков, служивший вначале начальником штаба Главнокомандующего, потом начальником штаба 1-й дивизии и командиром 1-го Офицерского полка им же сформированного и получившего после смерти Маркова его именное шефство.

## Помощь Антанты
Начиная создавать свою армию, Алексеев прежде всего рассчитывал на финансовую помощь Антанты. В начале 1918 года, даже после заключения Брест-Литовского договора дипломаты Антанты пытались уговорить большевиков продолжать войну против Германии; в то же время они пытались наладить связи и с Белым движением. Уже в ноябре 1917 года англичане планировали оказать помощь Каледину. 14 декабря 1917 (по новому стилю) британское правительство выделило 10 миллионов фунтов стерлингов. Французы примерно в это же время планировали послать 100 миллионов франков. Из-за общего хаоса до адресатов дошла лишь малая часть выделенных средств: Алексеев получил лишь 300 тысяч рублей от французского представителя полковника Фуше. Другого агента, капитана Бордса, послал генерал Бартело, командующий союзными войсками на Румынском фронте, чтобы тот передал 7 миллионов франков, но к тому времени, как Бордс прибыл в Новочеркасск, Добровольческая армия была уже на Кубани. Бордс послал 3 миллиона франков через Фуше в Москву, а сам продолжил с остальными деньгами безуспешные поиски белых на юге России.
В середине мая 1918 года Алексеев послал двух эмиссаров в Вологду, чтобы обратиться за помощью к союзникам. Через несколько недель армия получила 10 млн рублей от французов, что стало самой крупной суммой, выделенной Антантой. Одновременно в Москву был послан генерал Б. И. Казанович, который через посредство «Национального центра» получил полмиллиона рублей от французского консульства.

### Комментарии
1. ↑  Первоначально Алексеев занимался организацией помощи семьям офицеров, оставшихся без средств существования, в том числе после провала выступления Корнилова. Именно эта работа получила название «алексеевской организации»[6].
2. ↑  25 октября за помощью к Алексееву обратился известный лидер эсеров Борис Савинков. К своему разочарованию он увидел, что военная сила офицеров Алексеева была слишком мала для оказания сопротивления большевикам в Петрограде[6].
3. ↑  Отправкой офицеров на Дон занимался также «Союз бежавших из плена». Так, медсестра М.А.Нестерович по заданию Союза несколько раз ездила из Москвы в Новочеркасск, сопровождая группы офицеров[6].
4. ↑  В конце мировой войны российская армия насчитывала несколько сот тысяч офицеров[15]
5. ↑  Среди первых 3 тысяч добровольцев было не более десятка солдат, остальные были офицерами, юнкерами и кадетами[16]
6. ↑  По мнению американского историка Белого движения П. Кенеза первые деньги на счет Алексеева 
стали поступать в январе 1918 года (по новому стилю). Кенез указывает, что источники финансирования до этого момента неизвестны. По сведениям Кенеза, от неназванной нелегальной организации в Москве поступило от 500 до 800 тыс. руб.[16].

### Сноски
1. 1 2 3 4 5 6  Карпенко С. В., 2009, C. 12−13.
2. 1 2 3 4 5 6  Волков С. В., Белое движение в России: организационная структура.
3. 1 2 3 4 5 6 7 8 9 10  Волков С. В. Образование Добровольческой армии. Дата обращения: 14 октября 2010. Архивировано из оригинала 23 января 2011 года.
4. 1 2  [militera.lib.ru/research/abinyakin_rm01/index.html Абинякин Р. М. Офицерский корпус Добровольческой армии: социальный состав, мировоззрение 1917—1920 гг.: Монография. — Орёл: Издатель А. Воробьёв. — 2005. — 204 с.] Источник. Дата обращения: 1 марта 2011. Архивировано 19 апреля 2012 года. — ISBN 5-900901-57-2.
5. ↑  Деникин А. И., [militera.lib.ru/memo/russian/denikin_ai2/2_14.html Кн. 2. — Т. II. — Гл. XIV.].
6. 1 2 3  Кенез, 2017, с. 63.
7. ↑  Цветков В.Ж. Лавр Георгиевич Корнилов. Часть 3. www.dk1868.ru. Дата обращения: 4 июля 2021. Архивировано 7 марта 2012 года.
8. ↑  Бабков Д. И. Политическая деятельность и взгляды В. В. Шульгина в 1917−1939 гг : Диссертация к. и. н. Специальность 07.00.02. «Отечественная история». — 2008. Архивировано 19 октября 2013 года.
9. ↑  Карпенко С. В., 2009, С. 14.
10. 1 2 3  Корнатовский Н. А. [militera.lib.ru/h/kornatovsky_na/index.html Борьба за Красный Петроград]. — Москва: АСТ, 2004. — 606 с. — (Военно-историческая библиотека). — 5000 экз. — ISBN 5-17-022759-0. Архивировано 5 мая 2010 года.
11. ↑  Карпенко С. В., 2009, С. 17.
12. ↑  Трубецкой Г. Н. Годы смут и надежд, 1917−1919. — Монреаль, 1981. — С. 20.
13. ↑  Свечин М. Записки старого генерала о былом. — Ницца, 1964. — С. 142−144.
14. 1 2  Карпенко С. В., 2009, С. 19.
15. 1 2  Кенез, 2017, Глава 2. Рождение Добровольческой армии, с. 75.
16. 1 2  Кенез, 2017, с. 79.
17. 1 2  Карпенко С. В., 2009, С. 22.
18. ↑  Карпенко С. В., 2009, С. 31.
19. ↑  Кенез, 2017, Глава 2. Начало Белого движения, с. 64.
20. 1 2 3 4 5 6 7 8 9 10 11 12 13 14 15 16 17 18  Ушаков А. И., Федюк В. П., 2006, С. 256.
21. ↑  Деникин А. И., [militera.lib.ru/memo/russian/denikin_ai2/2_18.html Кн. 2. — Т. II. — Гл. XVIII.].
22. ↑  Деникин А. И., [militera.lib.ru/memo/russian/denikin_ai2/2_19.html Кн. 2. — Т. II. — Гл. XIX.].
23. ↑  Марков А. Кадеты и юнкера. — 1-е изд. — Буэнос Айрес: Dorrego, 1961. — 304 с.
24. ↑  Воспоминания генерала А.С.Лукомского. В 2 т. Берлин: Отто Кирхнер и Ко. 1922. Т.1. С. 280-281. Архивная копия от 2 февраля 2017 на Wayback Machine Лукомский называет центр "национальным", но "Национальный центр" был сформирован в мае-июне 1918 года. Делегаты, из названных генералом, - это М.М.Фёдоров, А.С.Белецкий (Белоусов), П.Б.Струве и Г.Н.Трубецкой. (Двое последних приехали позднее, 29.12.1917 года.)
25. ↑  Карпенко С. В., 2009, С. 35.
26. ↑  Марков и марковцы. — М.: НП «Посев», 2001. Дата обращения: 9 декабря 2018. Архивировано 14 октября 2016 года.
27. 1 2  Кенез, 2017, с. 80.
28. ↑  Кенез, 2017, с. 176.
29. ↑  Кенез, 2017, с. 177.

### Научные исследования
- Карпенко С. В. Белые генералы и красная смута / С. В. Карпенко. — М.: Вече, 2009. — 432 с. с. — (За веру и верность). — ISBN 978-5-9533-3479-2.
- Волков С. В. Белое движение в России: организационная структура.
- Ушаков А. И., Федюк В. П. Лавр Корнилов. — М.: Молодая Гвардия, 2006. — 398 с. — (Жизнь замечательных людей). — 5000 экз. — ISBN 5-235-02836-8.
- Роберт Уорт (Robert Warth). Антанта и русская революция. 1917 - 1918 = The Allies and the Russian Revolution. — Москва: Центрполиграф, 2006. — 270 с. — 3000 экз. — ISBN 5-9524-2511-9.
- Питер Кенез. Подлинная история Добровольческой армии. 1917—1918 / Пер. с англ.. — М.: Алгоритм, 2017. — 320 с. — 1500 экз. — ISBN 978-5-906979-90-2.

### Мемуары
- Деникин А. И. Очерки русской смуты: — Т. I−V.. — Париж; Берлин: Изд. Поволоцкого; Слово; Медный всадник, 1921−1926.; М.: «Наука», 1991.; Айрис-пресс, 2006. — (Белая Россия). — ISBN 5-8112-1890-7.
- Ларионов Виктор. Последние юнкера / предисловие и комментарии Николай Росс. — 1-е изд. — Frankfurt am Main: Посев, 1984. — 254 с.